# Sylvia Löhrmann
Sylvia Löhrmann, née le 1er mars 1957 à Essen, est une femme politique allemande, membre de l'Alliance 90 / Les Verts. Elle est ministre de l'Éducation du Land de Rhénanie-du-Nord-Westphalie de 2010 à 2017.

## Biographie

### Formation et vie professionnelle
Elle étudie à l'université de la Ruhr à Bochum et devient enseignante en 1984.

### Débuts et ascension en politique
Membre des Grünen depuis 1985, elle est élue au conseil municipal de Solingen en 1989 puis députée au Landtag de Rhénanie-du-Nord-Westphalie pour six ans.
Après avoir été secrétaire générale du groupe parlementaire écologiste entre 1998 et 1999, elle en prend la présidence à partir 2000.

### Ministre de l'Éducation du Land
Au cours des élections régionales du 9 mai 2010, elle est chef de file de l'Alliance 90 / Les Verts, qui remporte 12,1 % des suffrages exprimés et 23 députés sur 181, soit son meilleur score dans le Land. Elle négocie alors la formation d'un gouvernement de gauche minoritaire avec le SPD de Hannelore Kraft et toléré par Die Linke.
Le 15 juillet, âgée de 53 ans, Sylvia Löhrmann est nommée vice-ministre-présidente, ministre de l'Éducation et de la Formation professionnelle du premier cabinet de coalition minoritaire de Kraft.
Après que le Landtag a rejeté le projet de loi de finances en mars 2012, des élections régionales anticipées sont convoquées pour le 6 mai suivant. Le résultat des écologistes est en baisse avec 11,3 % des voix et 29 députés sur 237. Elle est reconduite dans l'intégralité de ses fonctions le 21 juin dans le second cabinet de coalition majoritaire de Kraft.